# 瑟蒙
瑟蒙（法語：Semons，法語發音：[səmɔ̃]）是法国伊泽尔省的一个旧市镇，位于该省西部偏北，属于维埃纳区。2019年1月1日，瑟蒙与邻近的3个市镇合并为新市镇波特德博讷沃，瑟蒙为新市镇行政中心。

## 地理
瑟蒙（45°25'56"N, 5°11'41"E）面积10.55 平方千米，位于法国奥弗涅-罗讷-阿尔卑斯大区伊泽尔省，该省份为法国东南部内陆省份，北起顺时针与安省、萨瓦省、上阿尔卑斯省、德龙省、阿尔代什省、卢瓦尔省和罗讷省。
与瑟蒙接壤的市镇（或旧市镇、城区）包括：阿尔宰、沙托奈、科梅勒、略迪约、奥尔纳雪。
瑟蒙的时区为UTC+01:00、UTC+02:00（夏令时）。

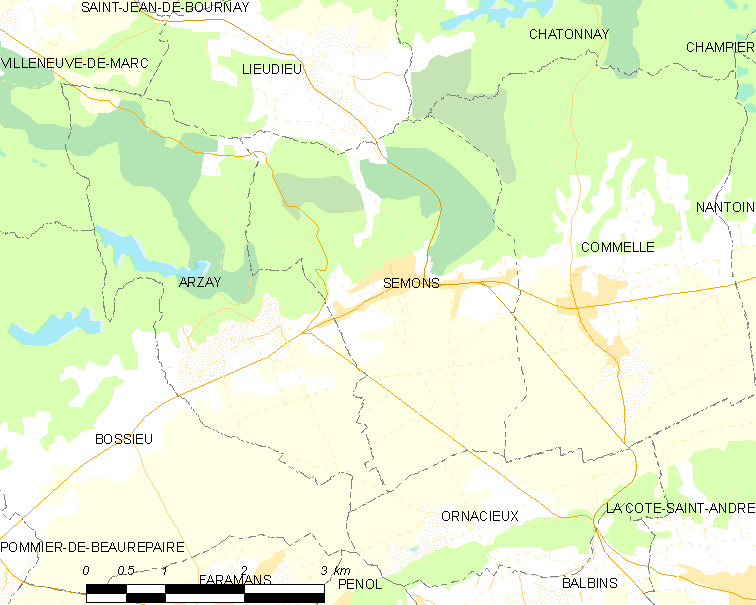
瑟蒙的OSM定位图

## 行政
瑟蒙的邮政编码为38260，INSEE市镇编码为38479。

## 政治
瑟蒙所属的省级选区为比耶夫尔县。

## 人口

1962-2008年间瑟蒙人口变化图示

瑟蒙于2018年1月1日时的人口数量为361人。